# Glenea basiflavofemorata
Glenea basiflavofemorata là một loài bọ cánh cứng trong họ Cerambycidae.